# Mark Whittow
Mark Whittow (ur. 1957, zm. 23 grudnia 2017) – brytyjski historyk, archeolog, bizantynolog.
Absolwent Trinity College w Oxfordzie. Po uzyskaniu doktoratu wykładowca: Oriel College w Oksfordzie, University of Reading, King’s College London. Od 1998 roku ponownie w Oksfordzie jako wykładowca St Peter’s College w Oksfordzie. Zginął w wypadku samochodowym w Oxfordshire 23 grudnia 2017.

## Wybrane publikacje
- The Making of Orthodox Byzantium, 600-1025, Berkeley - Los Angeles: University of California Press 1996, ISBN 978-0333496015
- Recent Research on the Late Antique City in Asia Minor: the second half of the 6th c. revisited [w:] L. Lavan (ed.) Recent Research in Late Antique Urbanism, JRA Supplementary Series 42, Portsmouth 2001.
- Early Medieval Byzantium and the End of the Ancient World, "Journal of Agrarian Change" 9 (2009).
- The Middle Byzantine Economy [w:] J. Shepard (ed.) The Cambridge History of the Byzantine Empire, Cambridge 2009.
- The Late Roman/Early Byzantine Near East [w:] The New Cambridge History of Islam. 1, ed. C. Robinson Cambridge 2010.